# Ястребов, Александр Георгиевич
Алекса́ндр Гео́ргиевич Я́стребов (1905—1941) — участник Советско-финской и Великой Отечественной войн, военный комиссар 184-го отдельного сапёрного батальона 7-й отдельной армии, Герой Советского Союза.

## Биография
Родился 23 августа 1905 года в городе Балашове в семье рабочего. Русский.
Член ВКП(б)/КПСС с 1928 года.
Окончил 5 классов. Работал на заводе. В Красной Армии — в 1925—1933 годах и с 1939 года. Участник советско-финской войны 1939—1940 годов. На фронте Великой Отечественной войы с 1941 года.
В ноябре 1941 года участвовал в составе оперативной группы в ожесточённых боях под городом Тихвином. 13 ноября батальон захватил населённый пункт Вехтуй, но был атакован вражескими танками. По призыву комиссара батальон предпринял контратаку. Противник потерял несколько танков, и его атака была сорвана. В этом бою Ястребов погиб.
Указом Президиума Верховного Совета СССР «О присвоении звания Героя Советского Союза начальствующему и рядовому составу Красной Армии» от 22 февраля 1943 года за «образцовое выполнение боевых заданий командования на фронте борьбы с немецкими захватчиками и проявленными при этом отвагу и геройство» удостоен посмертно звания Героя Советского Союза.
Похоронен в Братской могиле советских воинов в посёлке Берёзовик Тихвинского района Ленинградской области.

## Награды
- Медаль «Золотая Звезда» Героя Советского Союза;
- орден Ленина;
- орден Красного Знамени;
- медали.

## Память
- В посёлке Березовик Тихвинского района Ленинградской области на здании политехникума установлена мемориальная доска.